# Stadtarchiv Goslar
Das Stadtarchiv Goslar ist das städtische Archiv von Goslar und weist eine lange Geschichte auf.

## Geschichte
Das 14. Jahrhundert war eine Blütezeit für die Stadt. Das Schriftgut der Stadt wuchs so stark an, dass der Überblick verloren zu gehen drohte. Der Rat der Stadt beauftragte deshalb den Stadtschreiber, Nikolaus Rorberg, ein Verzeichnis des vorhandenen Schriftguts zu erstellen. Dieses „Archivregister“ datiert in das Jahr 1399 und listet die etwa 400 damals vorhandenen Urkunden, die sich in städtischem Besitz befanden. Sie wurden in der Marktkirche in Holztruhen verwahrt. Von den damals verzeichneten Schriftstücken sind die meisten noch erhalten. Das Archiv befand ab etwa 1500 im Goslarer Rathaus. Der Rechtsstreit zwischen der Stadt Goslar und den Herzögen von Braunschweig-Wolfenbüttel in der ersten Hälfte des 16. Jahrhunderts brachte dem Archiv einen großen Aktenzuwachs.
Mit der Reformation gelangten erstmals auch Unterlagen aus aufgelösten oder von der Stadt übernommenen geistlichen Einrichtungen ins Stadtarchiv. Das ständige Anwachsen des Materials erforderte eine Neuverzeichnung, die 1630 erfolgte. Dieses neue Archivregister, das Söchtingsche Register, ist ebenfalls erhalten. Dieser Katalog enthielt nicht nur städtisches Schriftgut, sondern auch die Unterlagen der im Zuge der Reformation 1528 aufgehobenen Kirchen, Klöster und Bruderschaften.
Das in seiner Menge ständig weiter wachsende Archivgut wurde nach und nach zunächst in die Truhen unter den Sitzbänken des heute „Huldigungssaal“ genannten Raumes im Rathaus eingelagert und nahm schließlich den gesamten Saal ein.
Der Niedergang der Stadt nach dem Riechenberger Vertrag hatte auch einen Bedeutungsverlust des Archives zur Folge. Im 18. Jahrhundert beauftragte der Rat der Stadt den Bürgermeister sogar mit dem Verkauf von Teilen des Archivs. Bei der Übernahme der Stadt durch Preußen 1802 war das Archiv so in Unordnung, dass der preußische Verwalter, Christian von Dohm, dessen Sortierung beauftragte, was aber nicht gelang. 1816 gelangte Goslar an das Königreich Hannover, dessen Verwaltung die Stadt erneut drängte, Ordnung zu schaffen. Es dauerte aber bis 1839, bevor das angegangen wurde. 1841 bis 1904 wurde das Archiv aus Platzmangel im Rathaus erneut in der Marktkirche untergebracht. Ab Mitte des 19. Jahrhunderts fanden umfangreiche Verzeichnungsarbeiten statt. 1891 gab es eine erste Benutzungsordnung und tägliche Öffnungszeiten – das Archiv wurde als Quelle historischer Forschung zunehmend wahrgenommen. Es zog in das Hintergebäude des Hauses Marktstraße 1, dem ein eigenes Magazin angebaut wurde.
Im Zweiten Weltkrieg war das Archiv überwiegend in einen Stollen des Bergwerks Bergwerks Rammelsberg ausgelagert, so dass die Kriegsverluste unwesentlich sind. 1962 bezog es eine Etage in der Zehntstraße 24, ab 1995 nutzte es das gesamte Gebäude. Als die Räume dort nicht mehr ausreichten, wurden Teile der Bestände ausgelagert.
2022/23 zog das Stadtarchiv in ein neues Domizil, den Goslarer Kulturmarktplatz (KUMA – Am Museumsufer 2), ein. Dazu wurde die ehemalige Goetheschule, ein Gebäude von 1932 im Bauhausstil, umgebaut. Das Archiv befindet sich so in unmittelbarer Nähe zu Stadtbibliothek, dem Goslarer Museum und der städtischen Kulturverwaltung.

## Bestände
Das Stadtarchiv ist für das gesamte Schriftgut der Stadt Goslar zuständig, das auf Dauer aufbewahrt werden muss. Es dient der Rechtssicherung der Stadt und der wissenschaftlichen Nutzung. Die Bestände umfassen 5,5 km Archivalien. Dies ist das Archivmaterial der historischen Kernstadt sowie die Unterlagen der eingemeindeten Orte Oker, Hahnenklee-Bockswiese, Hahndorf und Jerstedt.
Das Material besteht aus etwa 6.500 Urkunden aus den Jahren 937–1797. Der älteste Bestand stammt aus geistlichen Einrichtungen der Stadt. Die älteste erhaltene städtische Urkunde stellte Kaiser Friedrich I., „Barbarossa“, 1188 aus. Weiter bewahrt das Archiv Kopialbücher von Stadt, Domstift, Petersbergstift und dem Stift Neuwerk auf, die Rats- und Gerichtsprotokolle der Stadt, Amtsbücher, Kirchenbücher und Akten. Das Archiv betreut als Depositum auch die Marktkirchenbibliothek.
Aus der Zeit Goslars als Reichsstadt gibt es Gerichtsakten, Reichstagsakten Gilde- und Gewerbesachen, Rechnungen und Rechnungsbelege aus der Zeit ab 1281. Darüber hinaus wird hier das städtische Schriftgut aus der nachfolgenden Zeit bis in die Gegenwart bewahrt.
Sammlungen sind: Nachlässe Goslarer Persönlichkeiten, Familien, Firmen und Vereine, Bilder und Fotos (auch Dias und Glasplatten) zur Zeitgeschichte, Bau- und Kunstdenkmälern, Personen und eine Ansichtskartensammlung. Weiter Karten und Pläne, Zeitungen, Amtsblätter und eine Plakatsammlung.

## Personelle Betreuung
Betreut wurde das Archiv anfangs vom Stadtschreiber, später vom Stadtsyndikus und schließlich vom Kämmerer. Im 18. und 19. Jahrhundert scheiterte die Stadt mehrfach, das Archiv neu aufzustellen, weil diejenigen, die damit beauftragt wurden, es nicht konnten oder wollten. Erst Louis Schlesinger gelang es 1853 bis 1866, zumindest die städtischen Akten zu sichten und neu zu verzeichnen. Von 1886 an betreute Gymnasialprofessor Uvo Hölscher, Lehrer am Ratsgymnasium, das Archiv ehrenamtlich. Ihm folgte ab 1914 Theda Tappen (1876–1963), Priorin des Stifts Neuwerk und Tochter des Bürgermeisters Theodor Tappen (1835–1898), anschließend Gymnasialprofessor Wilhelm Wiederhold († 1931), ebenfalls Lehrer am Ratsgymnasium, und nach seinem Tod erneut Theda Tappen.
1948 übernahm Karl Bruchmann als erster fachlich ausgebildeter Archivar das Stadtarchiv. Er wechselte 1961 an das Bundesarchiv und ihm folgte 1962 Werner Hillebrand.

## Sonstiges
Der Verein pro stadtarchiv goslar e.V. ging 2007 aus einer etwa 10 Jahre zuvor gegründeten „Initiative Pro Stadtarchiv“ hervor und verfolgt das Ziel, die Arbeit des Stadtarchivs zu unterstützen.